# Тионилхлоридфторид
Тионилхлоридфторид — неорганическое соединение,
хлорфторангидрид сернистой кислоты
с формулой SOClF,
бесцветная жидкость или газ.

## Получение
- Реакция тионилхлорида и пентафторида иода:

{\displaystyle {\mathsf {4SOCl_{2}+IF_{5}\ {\xrightarrow {}}\ 3SOClF+SOF_{2}+ICl_{3}+Cl_{2}}}}

## Физические свойства
Тионилхлоридфторид образует бесцветную жидкость или газ с удушливым запахом.
Со стеклом не реагирует.
Хранят при температуре −183°С.
Гидролизуется в воде.

## Химические свойства
- При комнатной температуре разлагается:

{\displaystyle {\mathsf {2SOClF\ {\xrightarrow {}}\ SOF_{2}+SOCl_{2}}}}
- Гидролизуется водой:

{\displaystyle {\mathsf {SOClF+H_{2}O\ {\xrightarrow {}}\ SO_{2}\uparrow +HF+HCl}}}